# Felix-Nussbaum-Haus

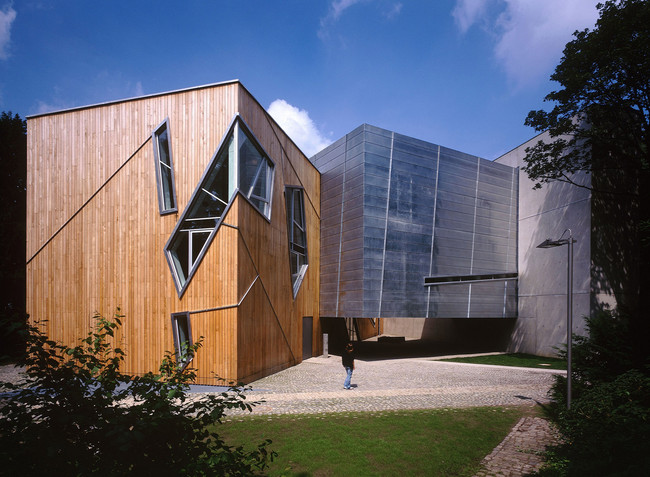
Südlicher Teil des Felix-Nussbaum-Hauses (1998)

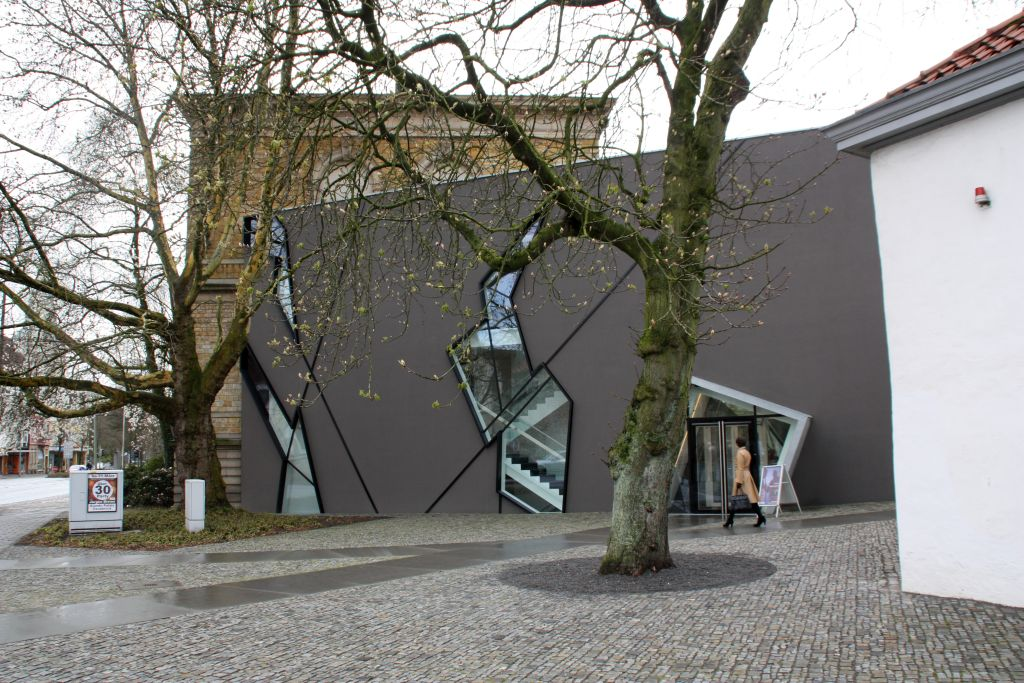
2011 eröffneter Eingangsbereich (Foto: 2012)

Das Felix-Nussbaum-Haus Osnabrück ist ein Museum im niedersächsischen Osnabrück. Es beherbergt mit mehr als 200 Werken die weltweit größte Sammlung der Bilder Felix Nussbaums, die in wechselnden Auszügen gezeigt werden. Das Gebäude wurde nach den Plänen des amerikanisch-jüdischen Architekten Daniel Libeskind errichtet. Das Felix-Nussbaum-Haus war das erste Gebäude, das von ihm erbaut und 1998 eröffnet wurde.

## Lage und Situation
Das Museumsquartier Osnabrück mit dem Felix-Nussbaum-Haus, Kulturgeschichtlichem Museum, Villa Schlikker und Akzisehaus ist zentral gelegen und grenzt unmittelbar an die Altstadt Osnabrücks. Das markant gestaltete, zweigeschossige Empfangsgebäude der miteinander verbundenen Häuser befindet sich an der Kreuzung Lotter Straße/Heger-Tor-Wall.

## Felix Nussbaum
Felix Nussbaum war ein deutscher Maler der Neuen Sachlichkeit. Er ist der Namensgeber für den Neubau des Kulturgeschichtlichen Museums Osnabrück. Nussbaum wurde am 11. Dezember 1904 in Osnabrück als zweiter Sohn des angesehenen jüdischen Eisenwarenhändlers Phillip Nussbaum und seiner Frau Rahel (geb. van Dyck) geboren. Bei einem Atelierbrand im Dezember 1932 verlor er einen Großteil seiner Werke. 1933 verließ er Deutschland wegen der beginnenden Judenverfolgung in der Zeit des Nationalsozialismus. Ab 1940 versteckte er sich in Brüssel. Dort wurde er nach einer Denunziation mit einem der letzten Transporte in das KZ Auschwitz deportiert, wo er und seine Ehefrau Felka Platek am 2. August 1944 eintrafen. Nussbaum war als Lagerhäftling eingetragen und starb nach dem 20. September 1944 im KZ Auschwitz-Birkenau.
Seit 1929 setzte sich Nussbaum in seinen „Familienporträts, Selbstbildnisse, Städteansichten und Landschaftseindrücke umfassenden Arbeiten intensiv mit den Werken Vincent van Goghs und Henri Rousseaus auseinander“. Nussbaums Werke dokumentieren die Suche nach einer fantasiehaften figurativen Bildsprache. Spätere Themen beschreiben die künstlerische Isolation und persönliche Ängste wie Verfolgung und Deportation.

## Die Nussbaum-Sammlung

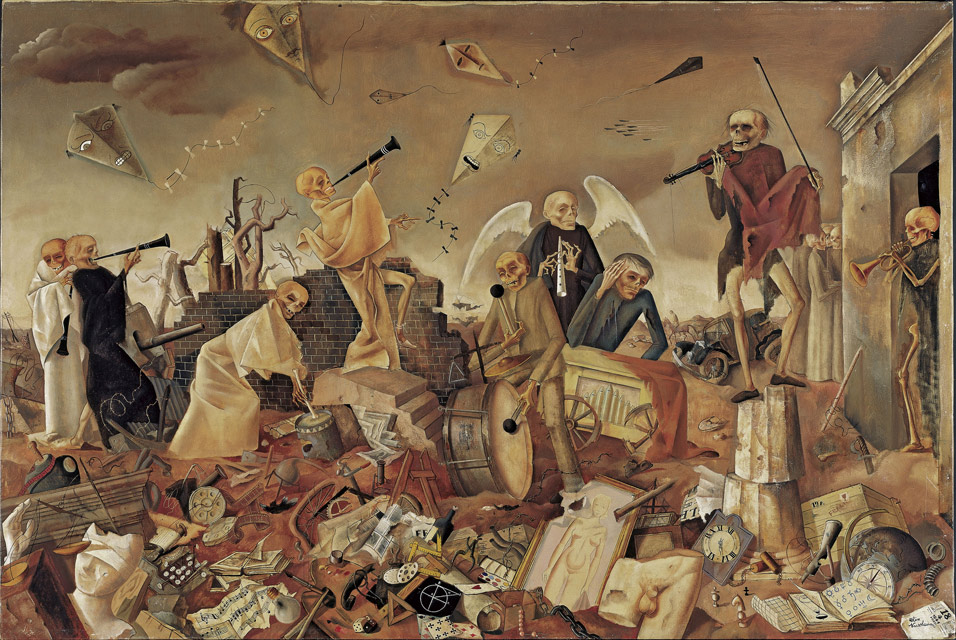
'Triumph des Todes (Die Gerippe spielen zum Tanz)', 1944 von Felix Nussbaum

Im Kulturgeschichtlichen Museum Osnabrück befindet sich eine Dauerausstellung der Werke des Malers Felix Nussbaum. Mit ca. 160 Werken ist es die größte Sammlung seiner Werke. Darunter befinden sich vor allem seine Spätwerke, in denen er als Emigrant in Brüssel den Holocaust der Juden in Europa beschreibt. Nussbaum übergab einen Großteil seiner Bilder an den befreundeten belgischen Arzt Grosfils, als seine eigene Bedrohung zunahm. Er soll gesagt haben: „Wenn ich untergehe, laßt [sic] meine Bilder nicht untergehen, stellt sie aus.“ Nicht zuletzt waren es diese Worte, die die Stadt Osnabrück dazu veranlassten, das Kulturgeschichtliche Museum durch ein Felix-Nussbaum-Haus zu erweitern.
Die Sammlung der Bilder in Osnabrück wurde zuerst 1970 bekannt. Der Nachlass des Künstlers wurde durch die Initiative von Auguste Moses-Nussbaum, einer Cousine des Malers, und ihres Mannes 1969 von Grosfils ausgehändigt, um die Werke zu Nussbaums Geburtsort zurückzubringen. Der Nachlass enthielt viele stark beschädigte Gemälde.
Zuerst wurde 1971 eine umfassende Ausstellung der Werke in der Dominikanerkirche (heute: Kunsthalle Dominikanerkirche) eröffnet. Viele Einzelausstellungen folgten in der Bundesrepublik Deutschland. In Angers und New York City wurden Werke 1985 und in Manchester und Jerusalem 1987 ausgestellt, sodass die Werke internationale Anerkennung erlangten. 1990 wurde die größte Einzelausstellung der Werke Nussbaums im Kulturgeschichtlichen Museum Osnabrück gezeigt. Es wurde ein breiter Ausstellungskatalog mit neuen Erkenntnissen zum Leben und Werk Nussbaums erstellt.
Die Nussbaum-Sammlung konnte durch Schenkungen, Stiftungen und Ankäufe erweitert werden. 40 weitere Werke von Felka Platek, die seit 1937 die Frau Nussbaums war, sind in der Nussbaum-Sammlung im Kulturgeschichtlichen Museum Osnabrück ausgestellt. Dank dieses enormen Zuwachses der Sammlung mit über 160 Werken befinden sich die Werke im Felix-Nussbaum-Haus.
Am 9. April 2007 gerieten Teile der Holzfassade an der Rückseite des Gebäudes in Brand, jedoch wurde keines der wertvollen Bilder beschädigt.

## Entstehung des Museums

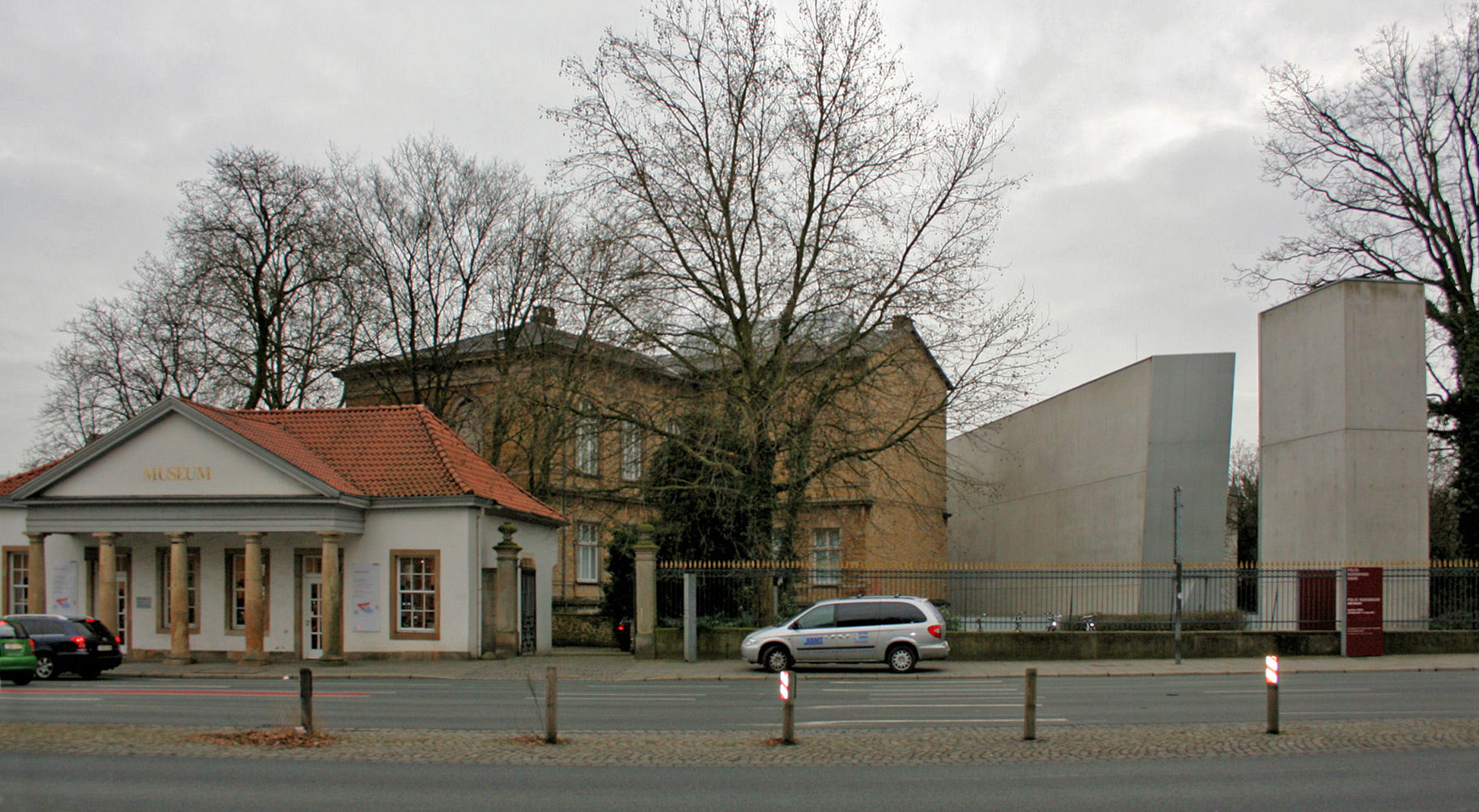
Kulturgeschichtliches Museum Osnabrück (2007)

### Altbau
1879 wurde der „Museumsverein für den Landdrostei-Bezirk Osnabrück“ mit der Absicht gegründet, das Interesse der Öffentlichkeit für Naturkunde, Kunst, Geschichte und Kunstgewerbe zu erweitern und zu fördern. Die zahlreichen Spenden des Bürgertums hatten zur Folge, dass in den Jahren 1888/89 mit wesentlicher Hilfe der preußischen Regierung das Museumsgebäude durch den Stadtbaumeister Emil Hackländer errichtet wurde, um angemessene Ausstellungsmöglichkeiten zu schaffen.
1971 baute man die bis dahin als „Städtisches Museum“ geführte Institution durch Ausgliederung der naturwissenschaftlichen Abteilung zum heutigen „Kulturgeschichtlichen Museum“ mit regionalgeschichtlicher Ausrichtung aus.
Neben dem Hauptgebäude gehören zum Museumskomplex drei weitere Häuser, die sich in unmittelbarer Nähe zueinander befinden. Das Akzisehaus und die Villa Schlikker, ein ehemaliges repräsentatives Wohnhaus des Textilfabrikanten Schlikker, das um 1900/01 vom Architekten Otto Lüer errichtet und opulent mit Marmor, Holzvertäfelungen und Wandteppichen ausgestattet wurde. Dieses Gebäude beherbergte die volkskundliche Abteilung des Museums.
Bereits 1891 sollte eine Erweiterung des Hauptgebäudes vorgenommen werden.

### Neubau

#### Realisierungswettbewerb
1994 hatte sich Daniel Libeskind in einem Wettbewerb gegen 295 andere Architekten durchgesetzt, um das Felix-Nussbaum-Haus zu entwerfen. Im Juli 1998 wurde das Museum eröffnet.
Die Aufgabenstellung für die Architekten war ähnlich wie die des Jüdischen Museums Berlin, weshalb die Gebäude viele Gemeinsamkeiten aufweisen. Ein Erweiterungsbau für das Kulturgeschichtliche Museum der Stadt Osnabrück sollte entworfen werden, der das Leben Nussbaums repräsentieren soll. Der Neubau müsse in baulicher und funktionaler Verbindung mit dem unter Denkmalschutz stehenden Kulturgeschichtlichen Museum errichtet werden.
Der Zulassungsbereich für den im Dezember 1994 ausgeschriebenen „Realisierungswettbewerb zur Erweiterung des Kulturgeschichtlichen Museum Osnabrück durch ein ῾Felix-Nussbaum Haus᾽“ bezog sich auf die Bundesländer Niedersachsen und Nordrhein-Westfalen. Auf Wunsch des Museums und in Absprache mit dem Osnabrücker Bauamt wurden die Architekten Giorgio Grassi aus Mailand, Daniel Libeskind aus Berlin und Vilhelm Wohlert aus Kopenhagen eingeladen, mit den Erwartungen, möglichst drei unterschiedliche architektonische Auswahlmöglichkeiten zu haben. Andere ausländische Architekten wurden zugelassen, die bei einer Architektenkammer in Deutschland registriert worden waren.
Die Vorschläge mussten relativ schnell, am 13. März 1995, in Osnabrück eingereicht werden. Es wurden fünf Preise an Architekten und der Bauauftrag an den Erstplatzierten, Daniel Libeskind, vergeben. Daraufhin gab es heftige mediale Auseinandersetzungen über die Entscheidung der Jury und die unkonventionelle Architektur Libeskinds. Er wurde unter anderem ausgewählt, da es ihm gelungen sei, „das Leben und das Werk Felix Nussbaums zu verräumlichen“.
Daniel Libeskind entwarf einen Komplex aus drei sich überschneidenden Gebäuden. Einen holzverkleideten, durch ein eingeschobenes spitzwinkliges Treppenhaus gespalteten Haupttrakt, den schmalen „Gang der ungemalten Bilder“, dessen betonsichtige Außenwand an eine unbemalte Leinwand erinnern soll, sowie als Verbindungsglied zwischen dem Alt- und Neubau die zinkverkleidete „Nussbaum-Brücke“, die die posthumane Integration des Malers in die Kunstgeschichte Osnabrücks symbolisieren soll.
Am 15. Mai 1996 entdeckte man bei Bauarbeiten eine Steinbrücke aus dem Jahre 1672 im Garten des Kulturgeschichtlichen Museums. Die durch diese Entdeckung verursachten Änderungen stellten die ursprüngliche Anordnung der Baueinheiten nicht in Frage. Der Nussbaum-Gang musste jedoch verkürzt und nach der Unterbrechung der Steinbrücke im „Vertikalen Museum“ weitergeführt werden.
Zwischen 2010 und 2011 erweiterte Libeskind den Museumskomplex um ein zweigeschossiges Empfangsgebäude, das sich direkt an den historischen Altbau des Kulturgeschichtlichen Museums anschließt. „An einer städtebaulich herausgehobenen Kreuzung gelegen, verlängert es die markante Architektur des Nussbaum-Hauses zur Schaufront des Komplexes hin.“ Neben dem Kassenbereich sind darin der Museumsladen und die Bibliothek untergebracht. Vom grauen Baukörper, der von asymmetrischen glasscherbenartigen Fenstern durchbrochen wird, führt ein gläserner Gang ins Felix-Nussbaum-Haus.

#### Finanzierung und Förderer
Die Baukosten beziffern sich insgesamt auf ca. 14,4 Millionen DM einschließlich der Restaurierung der kurz vor Baubeginn wiederentdeckten historischen Bogenbrücke von 1672. Die Finanzierung wurde gesichert durch die Stadt Osnabrück, die ihre seit 1971 kontinuierlich erworbene Felix-Nussbaum-Sammlung für 6 Millionen DM an die Niedersächsische Sparkassenstiftung verkaufte und sich zugleich die Werke als Dauerleihgabe sicherte. Der Erlös floss in voller Höhe in den Neubau ein. Mit weiteren 5 Millionen DM unterstützte die Niedersächsische Lotto-Stiftung das Bauprojekt. Die übrigen Kosten trug die Stadt Osnabrück.
Der Neubau hat 890 m2 Ausstellungsfläche, 270 m2 betriebstechnische Räume, 219 m2 Foyer, Vortragsraum, Cafeteria, 172 m2 Treppen/Flure, 146 m2 Werkstatt/Lager, 110 m2 Magazin/Depoträume und 83 m2 Verwaltungsräume.
Zahlreiche Schenkungen und Dauerleihgaben an das Kulturgeschichtliche Museum und seit 1998 an das Felix-Nussbaum-Haus gingen der Initiative zur Gründung der „Felix Nussbaum Foundation“ voraus. Die Stiftung geht auf die Privatinitiative des Sammlerehepaares Irmgard und Hubert Schlenke zurück und wird gemeinsam von der Familie Schlenke und der Stadt Osnabrück getragen.
Gründungsmotivation und Ziel der Felix Nussbaum Foundation ist es, das Werk Felix Nussbaums und anderer Künstler des Exils und des Widerstandes in den Jahren 1933 bis 1945 für die nächsten Generationen zu erhalten, es wissenschaftlich zu bearbeiten und der Öffentlichkeit in Ausstellungen und Publikationen zugänglich zu machen. Insbesondere möchte die Stiftung dazu beizutragen, dem Maler die ihm gebührende internationale Anerkennung zu verschaffen. Durch Ankäufe von Werken Felix Nussbaums leistet die Felix Nussbaum Foundation darüber hinaus einen unverzichtbaren Beitrag zum Aufbau der Sammlung im Felix-Nussbaum-Haus.

## Architektur und Gebäude

### Architektursprache
Charakteristisch für alle Bauwerke von Daniel Libeskind ist die Architektursprache, die eher in Richtung einer „Bauskulptur“ als in Richtung traditioneller Bauweise tendiert. „Beyond the Wall“- Jenseits der Mauer ist gewissermaßen das Leitmotiv der Libeskind-Architektur. Komplexe philosophische Zusammenhänge und historische Motive verkörpern Eindrücke wie Zersplitterung, Zerrissenheit und Lebendigkeit, die durch zahlreiche Überschneidungen von Gebäudeteilen sichtbar werden.
Libeskind wollte bei seinem Neubau den ursprünglichen Solitärcharakter der gründerzeitlichen Gebäude entlang der Hauptstraße bewahren und arbeitete deshalb mit gegeneinander verschobenen Einzelelementen. Die dominante Darstellung des Neubaus bietet ein kontrastreiches Spannungsverhältnis zur historischen Architektur, ohne diese dabei zu verdrängen.
In den Wettbewerbsplänen beschreibt er das Felix-Nussbaum-Haus als ein „Museum ohne Ausgang“. Die Baupläne sind von Texten, Fotos und Linien überlagert, wodurch der Betrachter sich länger mit den Plänen auseinandersetzen muss, um die komplexen Zusammenhänge und historischen Motive der Bauidee zu verstehen. So ist der „Gang der ungemalten Bilder“ auf die Villa Schlikker gerichtet, die von 1933 bis 1945 der örtlichen NSDAP als Parteizentrale diente. Die Baupläne sind als autonomes, unabhängiges Kunstwerk anzusehen, die über die realistische Umsetzungsmöglichkeit hinausgehen und die Gedanken Libeskinds widerspiegeln.
Der Neubau wurde genau auf die Proportionen des Altbaus und der Villa Schlikker abgestimmt. Libeskinds Architektur beinhaltet eine gewisse charakteristische Ambivalenz, die große Distanz zwischen Alt und Neu, aber auch die Rücksichtnahme auf die bereits bestehende Architektur. Das Felix-Nussbaum-Haus widersteht sozusagen den Architekturstilen des neo-klassizistischen Museumsbaus von 1889 wie dem protzig wirkenden Neorenaissance-Palais des Textilfabrikanten Schlikker von 1901. Die Raumskulptur Libeskinds steht im Spannungsverhältnis zu den auf Repräsentation angelegten Baustilen und erinnert mit dem architektonischen Kontrast an damals herrschende Machtverhältnisse.
Libeskind benutzt einige Baumetaphern mit unmittelbaren Bezug auf das Leben und Schicksal des Osnabrücker Künstlers Felix Nussbaum. Das anfänglich noch helle deutsche Eichenholz als Verkleidung am Haupttrakt, welches später graugrünlich witterte, deutet auf die wohlbehütete Jugend des Künstlers. Die Wärme des natürlichen Materials steht in Kontrast mit dem harten Beton des 50 Meter langen Gangs, der die von Nussbaum erfahrenen Qualen, Kälte und Härte nach 1933 darstellt. Die bedrückende Enge des Ganges spiegelt die schwierigen Bedingungen, unter denen seine wichtigsten Werke entstanden sind, wider.
Voids
Im Neubau gibt es mehrere sogenannte „Voids“. Voids sind vollkommen leere Räume, die sich durch ganze Räume erstrecken. Sie thematisieren die physischen Leerstellen, die der Holocaust durch Vertreibung und Vernichtung der Juden hinterlassen hat. So sind viele Außen- und Innenflächen kahl, wie der „Gang der ungemalten Bilder“, dessen betonsichtige Außenwand an eine unbemalte Leinwand erinnern soll. Der Besucher wird gezwungen, durch seine eigene Kreativität sich den Herausforderungen der Architektur zu stellen.

### Gebäude
Der Neubau besteht aus drei wesentliche Komponenten, dem Nussbaum-Gang, dem Haupttrakt und der Nussbaum-Brücke. Alle Gebäude sind im Stil des Dekonstruktivismus von Daniel Libeskind.

#### Nussbaum-Gang
Der zentrale, schmale und hohe Nussbaum-Gang wird von einem Fußweg geschnitten, sodass ein kleines Stück des Museums übrig bleibt, das Vertikale Museum. Der Gang erhebt sich als 13 Meter hohe Betonwand.
Der Nussbaum-Gang mit seinen großen kalten Flächen wirkt dominant und ähnelt der Architektur des Jüdischen Museums Berlin. Sie werden bewusst eingesetzt, um mit der Unverträglichkeit des Betrachters zu spielen und verdeutlichen das Verschlossene und Nichtzugängliche. Libeskind gibt der „Galerie der ungemalten Bilder“ damit Hommage an die Lücke, die Nussbaum durch seinen Tod hinterließ.

#### Vertikales Museum

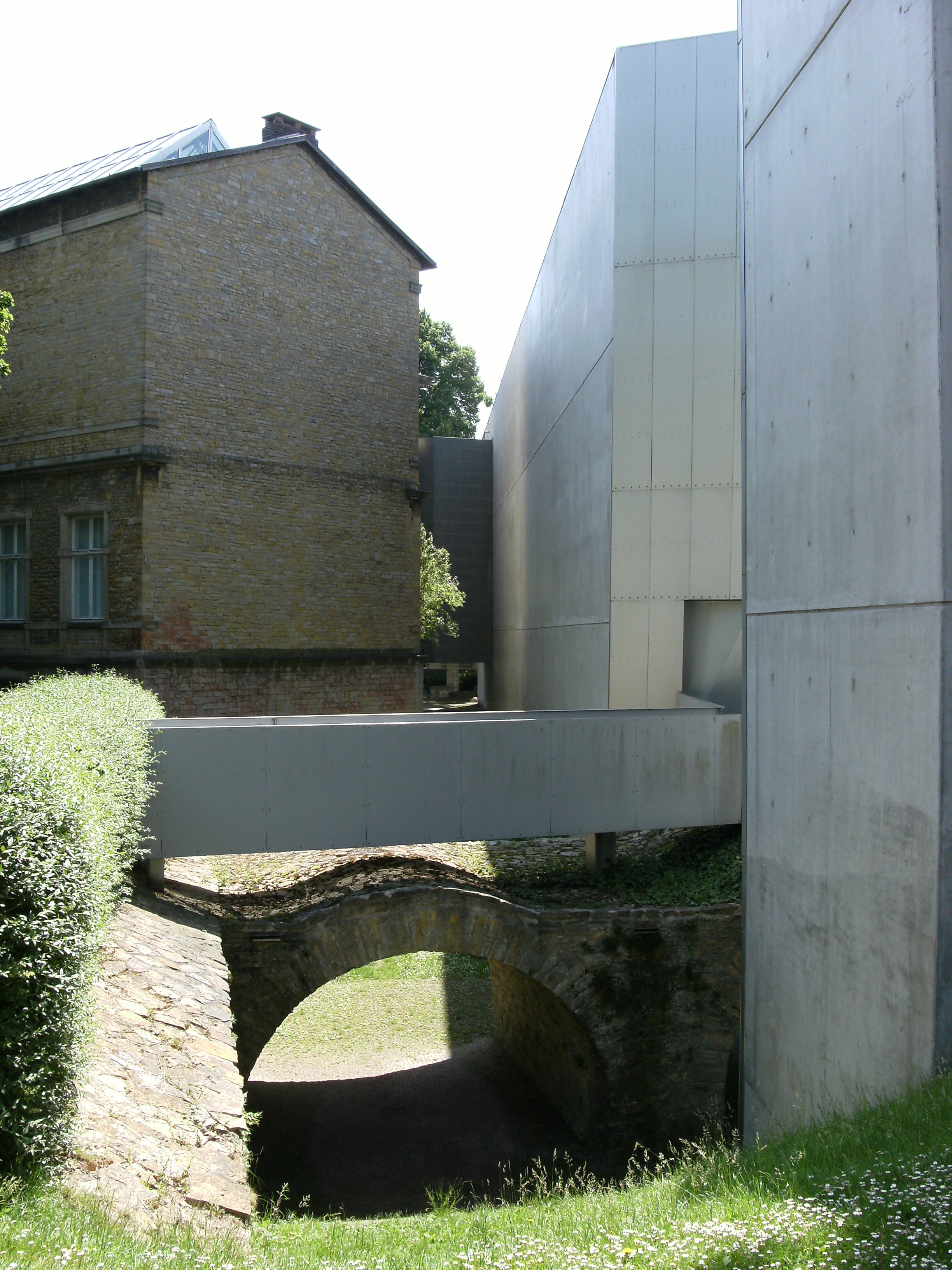
Die Ravelinbrücke und das „Vertikale Museum“ (2008)

Aufgrund des Fundes einer antiken Steinbrücke aus dem Jahre 1672 konnte der Bau des Nussbaum-Ganges nicht planmäßig verlaufen. Die „Ravelinbrücke“ ist der fünfte historische Stadteingang Osnabrücks und besaß ein hölzernes Vorgängergerüst aus dem Mittelalter. Der Nussbaum-Gang wurde stattdessen verkürzt und „jenseits der Steinbrücke im Vertikalen Museum optisch weitergeführt“. Mittels einer Leichtkonstruktion wurde der Hauptgang direkt über die freigelegte Brücke geführt, sodass ein Spannungsverhältnis zwischen den zeitlich unterschiedlichen Baukörpern entsteht. Der Nussbaum-Gang und das Vertikale Museum sind beide schräg angeschnitten und bilden somit eine einheitlich verlaufende Linie. Libeskind spielt damit die Dekonstruktion im Sinne der Auftrennung, durch die „Ravelinbrücke“ erzeugte Lücke, an.

#### Haupttrakt
Der von dem Nussbaum-Gang abzweigende Haupttrakt erstreckt sich bis in den Garten der Villa Schlikker und wird durch ein ergänzendes Treppenhaus aufgeteilt. Aufgrund von baurechtlichen Bestimmungen wurde der Gang bei der Realisierung einige Meter verkürzt, aber insgesamt etwas breiter. Die Gesamtanlage wurde um einige Grad gedreht.
Die Fenster sind schräg in die Fassade angeordnet und wirken bestürzend, sodass man sich nicht über die inneren Proportionen bewusst ist und stellen damit klar eine Abgrenzung zum traditionellen Baustil dar. Sie schneiden die Fassade zwar expressiv, aber verbinden die Räume aufgrund ihrer durchgehenden klaren Linien. Einheiten und Gegensätze stehen hier genauso in einem Spannungsverhältnis, wie Wärme und Kälte, Bewegung und Ruhe, Künstlichkeit und Natürlichkeit, Fülle und Leere.
Alle verwendeten Materialien des Außenbaus, besonders der eichenholzverkleidete Haupttrakt, werden nach einiger Zeit durch Patinierung einen graugrünen Farbton erhalten. Dadurch erhalten „die verschiedenen Gebäudeelemente eine gewisse Einheitlichkeit […], ohne dabei die Heterogenität zu verlieren“.

#### Nussbaum-Brücke
Die Nussbaum-Brücke stellt eine schwebende, eingeschobene Verbindung zwischen dem Altbau und dem Neubau dar. Sie ist mit Zink verkleidet und weist ein schräges, horizontal verlaufendes schmales Fenster auf. Ein spitzwinkliger dreieckiger Innenhof ist durch die Nussbaum-Brücke zur Villa Schlicker geöffnet. Durch die Verbindung werde die „posthumane Integration des Künstlers in die Stadtgeschichte im Hauptgebäude [vollendet], wobei einige als Mauer gedachte Linien den schräg angeschnittenen Quader dieses Gebäudeteils im Altbau“ konkretisieren.
Die Brücke verdeutlicht die Identifikationsprobleme, die der Künstler in der Gefangenschaft in St. Cyprien erfuhr und schlussendlich seinen Tod in Birkenau.
Der Übergang der Nussbaum-Brücke vom Altbau zum Neubau wirkt unharmonisch und spannungsreich. Die kalten grauen Zinkplatten stoßen auf den warmen Sandstein des Altbaus. Eine Fusion findet nicht statt. Dies wird durch eine Lücke zwischen den zwei Komplexen unterstützt, sodass eine Eigenständigkeit beider Elemente erhalten bleibt.
Eine solche Dissonanz ist auch in den verwendeten Formen erkennbar, sodass scharfe Kanten und unterschiedliche Materialien, wie Zinkplatten, Eichenholz und Beton im Innenhof aufeinander treffen.

#### Garten
Das Museum ist in eine vielfältige Gartenanlage eingebettet, die einige Außenräume aufweist und die gesplitterte Bausprache aufgreift. Sie wurde von den Gartenarchitekten Müller, Knippschild und Wehberg aus Berlin gestaltet und spiegelt einige Nussbaum-Werke wider. Ein Sonnenblumenfeld wird angelegt, das ein Werk aus 1928 anspricht, sowie den stetigen „Vergänglichkeits- und Wiedererneuerungsprozess“ der Sonnenblume. Birken erwecken den Anschein von Enge und Bedrohlichkeit, die auf die Gefangenschaft im KZ Auschwitz-Birkenau verweisen. Die Baumaterialien des Neubaus stehen teils ambivalent zur Gartenanlage und bestimmen sich gegenseitig.

## Rezeption
Nach der Entscheidung der Jury, Libeskind als Gewinner des „Realisierungswettbewerb zur Erweiterung des Kulturgeschichtlichen Museums Osnabrück durch ein ῾Felix-Nussbaum Haus᾽“ zu krönen, gab es heftige mediale Auseinandersetzungen, um die unkonventionelle Architektur Libeskinds.
Die unkonventionellen collageartigen Wettbewerbsbaupläne von Libeskind wurden von Kritikern als „Extravaganz eines Stararchitekten“ bezeichnet.
Der Besucher wird gezwungen, durch seine eigene Kreativität sich den Herausforderungen der Architektur zu stellen. Libeskind benutzt bewusst viele leere Flächen („Voids“), die immer wieder von Kritiken als unangenehm und provokant empfunden werden. Sie werden bewusst eingesetzt, um mit der Unverträglichkeit zu spielen. Im Felix-Nussbaum-Haus verdeutlichen diverse leere Flächen das Verschlossene und Nichtzugängliche.

## Auszeichnung
2020 erkannte der von der Niedersächsischen Sparkassenstiftung geführte hbs kulturfonds dem Museumsquartier und damit dem Felix-Nussbaum-Haus als dessen Teil den alle zwei Jahre verliehenen Museumspreis zu. Gewürdigt wurde laut Jury der gelungene Zusammenschluss der vier Häuser unter dem Leitthema Frieden.